# Route nationale 15 (Guinée)
Pour les articles homonymes, voir Route nationale 15.
La Route nationale 15 (N15) est une route nationale en Guinée, commençant à Bendougou à la sortie de la N30 et se terminant à Fandanda à la frontière avec le Mali. Il fait 63 kilomètres de long,.

## Tracé
- Fandanda
- Diatiféré
- Boubere
- Matagania
- Bendougou